# McDonald’s All-American Game
McDonald’s All-American Game – mecz gwiazd  w koszykówce amerykańskich szkół średnich, sponsorowany przez McDonald’s. Rozgrywany jest co roku od 1978. Mecze są na ogół pełne wsadów i widowiskowych zagrań.

## 35 Greatest McDonald’s All Americans
31 stycznia 2012 roku, podczas spotkania McDonald’s All American Game wybrano 35 największych gwiazd w historii rozgrywek  McDonald’s All Americans, w ramach obchodów 35-lecia imprezy.
Lista największych gwiazd w historii spotkań McDonald’s All Americans zawiera nazwiska jednych z najlepszych koszykarzy w historii – mistrzów olimpijskich, NCAA oraz NBA. Zawodnicy zostali wybrany przez komitet McDonald’s All American Games Selection Committee. Na wybór miały wpływ osiągnięcia koszykarskie na poziomie szkół średnich, udział w  McDonald’s All American Game oraz sukcesy poziomie akademickim i profesjonalnym.
- Magic Johnson (1977)
- Clark Kellogg (1979)
- Ralph Sampson (1979)
- Isiah Thomas (1979)
- Dominique Wilkins (1979)
- James Worthy (1979)
- Sam Perkins (1980)
- Glenn Rivers (1980)
- Patrick Ewing (1981)
- Michael Jordan (1981)
- Chris Mullin (1981)
- Kenny Smith (1983)

- Danny Manning (1984)
- Larry Johnson (1987)
- Christian Laettner (1988)
- Alonzo Mourning (1988)
- Bobby Hurley (1989)
- Shaquille O’Neal (1989)
- Grant Hill (1990)
- Glenn Robinson (1991)
- Jason Kidd (1992)
- Jerry Stackhouse (1993)
- Vince Carter (1995)
- Kevin Garnett (1995)

- Paul Pierce (1995)
- Kobe Bryant (1996)
- Jay Williams (1999)
- Carmelo Anthony (2002)
- Amar’e Stoudemire (2002)
- LeBron James (2003)
- Chris Paul (2003)
- Dwight Howard (2004)
- Tyler Hansbrough (2005)
- Kevin Durant (2006)
- Derrick Rose (2007)

## Rezultaty spotkań mężczyzn
Nagroda MVP/MOP (Most Oustanding Player) jest przyznawana corocznie najlepszemu zawodnikowi oraz zawodniczce spotkania.  Nagroda nosi nazwę – John R. Wooden Most Valuable Player Award.
| Gwiazdy Wschodu (20 zwycięstw) | Gwiazdy Zachodu (21 zwycięstw) |
| ------------------------------ | ------------------------------ |

- OT – oznacza dogrywkę

| Rok  | Wynik                                                                                       | Hala                                                                                        | Miasto                                                                                      | MVP, szkoła | Frekwencja                                                                                  | Stacja TV                             | Komentatorzy                                                |
| ---- | ------------------------------------------------------------------------------------------- | ------------------------------------------------------------------------------------------- | ------------------------------------------------------------------------------------------- | --- | ------------------------------------------------------------------------------------------- | ------------------------------------- | ----------------------------------------------------------- |
| 1977 | W inauguracyjnym spotkaniu, w 1977 zespoły nie występowały w formacie Wschód kontra Zachód. | W inauguracyjnym spotkaniu, w 1977 zespoły nie występowały w formacie Wschód kontra Zachód. | W inauguracyjnym spotkaniu, w 1977 zespoły nie występowały w formacie Wschód kontra Zachód. | W inauguracyjnym spotkaniu, w 1977 zespoły nie występowały w formacie Wschód kontra Zachód.                             | W inauguracyjnym spotkaniu, w 1977 zespoły nie występowały w formacie Wschód kontra Zachód. | Spotkania nie były transmitowane w TV | Spotkania nie były transmitowane w TV                       |
| 1978 | Zachód 94, East 86                                                                          | The Spectrum                                                                                | Filadelfia                                                                                  | Rudy Woods,Bryan HS (Bryan, Teksas)                                                                                     | 13063                                                                                       | Spotkania nie były transmitowane w TV | Spotkania nie były transmitowane w TV                       |
| 1979 | Wschód 106, Zachód 105 (OT)                                                                 | Charlotte Coliseum                                                                          | Charlotte                                                                                   | Darren Daye, John F. Kennedy HS (Los Angeles)                                                                           | 11666                                                                                       | Spotkania nie były transmitowane w TV | Spotkania nie były transmitowane w TV                       |
| 1980 | Zachód 135, Wschód 111                                                                      | Oakland Coliseum Arena                                                                      | Oakland                                                                                     | Russell Cross, Hugh Manley HS (Illinois)                                                                                | 8429                                                                                        | Spotkania nie były transmitowane w TV | Spotkania nie były transmitowane w TV                       |
| 1981 | Wschód 96, Zachód 95                                                                        | Levitt Arena                                                                                | Wichita                                                                                     | Adrian Branch, DeMatha Catholic HS (Maryland) Aubrey Sherrod, Wichita Heights HS (Kansas)                               |                                                                                             | Spotkania nie były transmitowane w TV | Spotkania nie były transmitowane w TV                       |
| 1982 | Zachód 103, Wschód 84                                                                       | Rosemont Horizon                                                                            | Rosemont                                                                                    | Efrem Winters, King College Prep HS (Illinois)                                                                          | 15836                                                                                       | Spotkania nie były transmitowane w TV | Spotkania nie były transmitowane w TV                       |
| 1983 | Zachód 115, Wschód 113                                                                      | Omni Coliseum                                                                               | Atlanta                                                                                     | Winston Bennett, Louisville Male HS (Kentucky) Dwayne „Pearl” Washington, Boys and Girls HS (Nowy Jork)                 | 14926                                                                                       | Spotkania nie były transmitowane w TV | Spotkania nie były transmitowane w TV                       |
| 1984 | Zachód 131, Wschód 106                                                                      | Kia Forum                                                                                   | Inglewood                                                                                   | John Williams, Crenshaw HS (Kalifornia)                                                                                 | 10214                                                                                       | Spotkania nie były transmitowane w TV | Spotkania nie były transmitowane w TV                       |
| 1985 | Wschód 128, Zachód 98                                                                       | Moody Coliseum                                                                              | Dallas                                                                                      | Walker Lambiotte, Central HS (Woodstock, Wirginia)                                                                      | 9007                                                                                        | Spotkania nie były transmitowane w TV | Spotkania nie były transmitowane w TV                       |
| 1986 | Wschód 104, Zachód 101                                                                      | Joe Louis Arena                                                                             | Detroit                                                                                     | J.R. Reid, Kempsville HS (Wirginia)                                                                                     | 15500                                                                                       | Spotkania nie były transmitowane w TV | Spotkania nie były transmitowane w TV                       |
| 1987 | Wschód 118, Zachód 110                                                                      | The Spectrum                                                                                | Filadelfia                                                                                  | Mark Macon, Buena Vista HS (Michigan)                                                                                   |                                                                                             | Spotkania nie były transmitowane w TV | Spotkania nie były transmitowane w TV                       |
| 1988 | Wschód 105, Zachód 99                                                                       | Boston Garden                                                                               | Boston                                                                                      | Alonzo Mourning, Indian River HS (Wirginia) Billy Owens, Carlisle HS (Pensylwania)                                      |                                                                                             | ABC                                   | Keith Jackson Dick Vitale                                   |
| 1989 | Zachód 112, Wschód 103                                                                      | Kemper Arena                                                                                | Kansas City                                                                                 | Shaquille O’Neal, Robert G. Cole HS (Teksas) Bobby Hurley, St. Anthony HS (New Jersey)                                  |                                                                                             | ABC                                   | Gary Bender Dick Vitale                                     |
| 1990 | Wschód 115, Zachód 104                                                                      | Market Square Arena                                                                         | Indianapolis                                                                                | Shawn Bradley, Emery County HS (Utah) Khalid Reeves, Christ the King HS (Nowy Jork)                                     |                                                                                             | ABC                                   |                                                             |
| 1991 | Zachód 108, Wschód 106                                                                      | Capital Centre                                                                              | Landover                                                                                    | Chris Webber, Detroit Country Day School (Michigan) Rick Brunson, Salem HS (Massachusetts)                              | 7331                                                                                        | CBS                                   | Billy Packer Greg Gumbel                                    |
| 1992 | Zachód 100, Wschód 85                                                                       | Alexander Memorial Coliseum                                                                 | Atlanta                                                                                     | Othella Harrington, Murrah HS (Mississippi)                                                                             |                                                                                             | CBS                                   | James Brown Billy Packer                                    |
| 1993 | Wschód 105, Zachód 95                                                                       | The Summit                                                                                  | Houston                                                                                     | Jacque Vaughn, John Muir HS (Kalifornia) Jerry Stackhouse, Oak Hill Academy (Wirginia)                                  | 10225                                                                                       | CBS                                   |                                                             |
| 1994 | Wschód 112, Zachód 110                                                                      | Nassau Veterans Memorial Coliseum                                                           | Uniondale                                                                                   | Felipe López, Rice HS (Nowy Jork)                                                                                       | 6008                                                                                        | CBS                                   | Verne Lundquist Bill Raftery                                |
| 1995 | Zachód 125, Wschód 115                                                                      | Kiel Center                                                                                 | St. Louis                                                                                   | Kevin Garnett, Farragut Academy HS (Illinois)                                                                           | 16201                                                                                       | CBS                                   | Verne Lundquist Bill Raftery                                |
| 1996 | Wschód 120, Zachód 105                                                                      | Civic Arena                                                                                 | Pittsburgh                                                                                  | Shaheen Holloway, St. Patrick HS (New Jersey)                                                                           | 13411                                                                                       | CBS                                   | Gus Johnson Bill Raftery                                    |
| 1997 | Wschód 94, Zachód 81                                                                        | Clune Arena                                                                                 | Colorado Springs                                                                            | Kenny Gregory, Independence HS (Ohio)                                                                                   | 5858                                                                                        | CBS                                   | Gus Johnson Dan Bonner                                      |
| 1998 | Wschód 128, Zachód 112                                                                      | Norfolk Scope                                                                               | Norfolk                                                                                     | Ronald Curry, Hampton HS (Wirginia)                                                                                     | 10,253                                                                                      | ESPN                                  | Dave Barnett, Bill Raftery, Jay Bilas                       |
| 1999 | Zachód 141, Wschód 128                                                                      | Hilton Coliseum                                                                             | Ames                                                                                        | Jonathan Bender, Picayune Memorial HS (Mississippi)                                                                     | c.10000                                                                                     | ESPN                                  | Dave Barnett, Larry Conley, Jay Bilas                       |
| 2000 | Zachód 146, Wschód 120                                                                      | FleetCenter                                                                                 | Boston                                                                                      | Zach Randolph, Marion HS (Indiana)                                                                                      | 18624                                                                                       | ESPN                                  | Dave Barnett Tim McCormick                                  |
| 2001 | Zachód 131, Wschód 125                                                                      | Cameron Indoor Stadium                                                                      | Durham                                                                                      | Eddy Curry, Thornwood HS (Illinois)                                                                                     |                                                                                             | ESPN                                  | Dave Sims                                                   |
| 2002 | Wschód 138, Zachód 107                                                                      | Madison Square Garden                                                                       | Nowy Jork                                                                                   | J.J. Redick, Cave Spring HS (Roanoke, Wirginia)                                                                         |                                                                                             | ESPN                                  | Dave Sims Larry Conley                                      |
| 2003 | Wschód 122, Zachód 107                                                                      | Gund Arena                                                                                  | Cleveland                                                                                   | LeBron James, St. Vincent-St. Mary HS (Ohio)                                                                            | 18728                                                                                       | ESPN                                  | Dan Shulman Jay Bilas                                       |
| 2004 | Wschód 126, Zachód 96                                                                       | Ford Center                                                                                 | Oklahoma City                                                                               | Dwight Howard, Southwest Atlanta Christian Academy (Georgia) J.R. Smith, St. Benedict’s Preparatory School (New Jersey) | 14402                                                                                       | ESPN                                  | Dave Pasch, Doug Gottlieb, Tim McCormick                    |
| 2005 | Wschód 115, Zachód 110                                                                      | Joyce Center                                                                                | Notre Dame                                                                                  | Josh McRoberts, Carmel HS (Indiana)                                                                                     | 7660                                                                                        | ESPN                                  |                                                             |
| 2006 | Zachód 112, Wschód 94                                                                       | Cox Arena                                                                                   | San Diego                                                                                   | Chase Budinger, La Costa Canyon HS (Kalifornia) Kevin Durant, Montrose Christian HS (Maryland)                          | 11900                                                                                       | ESPN                                  | Dave Pasch, Jay Williams, Tim McCormick                     |
| 2007 | Zachód 114, Wschód 112                                                                      | Freedom Hall                                                                                | Louisville                                                                                  | Michael Beasley, Notre Dame Prep (Massachusetts)                                                                        | 11632                                                                                       | ESPN                                  | Eric Collins, Len Elmore, Tim McCormick, Quint Kessenich    |
| 2008 | Wschód 107, Zachód 102                                                                      | Bradley Center                                                                              | Milwaukee                                                                                   | Tyreke Evans, American Christian Academy (Pensylwania)                                                                  | 10914                                                                                       | ESPN                                  |                                                             |
| 2009 | Wschód 113, Zachód 110                                                                      | BankUnited Center                                                                           | Coral Gables                                                                                | Derrick Favors, South Atlanta HS (Atlanta)                                                                              | 5981                                                                                        | ESPN                                  |                                                             |
| 2010 | Zachód 107, Wschód 104                                                                      | Value City Arena                                                                            | Columbus                                                                                    | Harrison Barnes, Ames HS (Ames, Iowa) Jared Sullinger, Northland HS (Ohio)                                              |                                                                                             | ESPN                                  | Bob Wischusen, Jay Williams, Quint Kessenich                |
| 2011 | Wschód 111, Zachód 96                                                                       | United Center                                                                               | Chicago                                                                                     | Michael Kidd-Gilchrist, St. Patrick HS (New Jersey) James Michael McAdoo, Norfolk Christian (Wirginia)                  | 19909                                                                                       | ESPN                                  | Bob Wischusen, Jay Williams, Stephen Bardo, Quint Kessenich |
| 2012 | Zachód 106, Wschód 102                                                                      | United Center                                                                               | Chicago                                                                                     | Shabazz Muhammad, Bishop Gorman HS (Las Vegas)                                                                          | 16308                                                                                       | ESPN                                  | Bob Wischusen, Jay Williams, Stephen Bardo, Quint Kessenich |
| 2013 | Zachód 110, Wschód 99                                                                       | United Center                                                                               | Chicago                                                                                     | Aaron Gordon, Archbishop Mitty HS (San Jose)                                                                            | 15818                                                                                       | ESPN                                  | Carter Blackburn, Jay Williams, Jalen Rose, Quint Kessenich |
| 2014 | Zachód 105, Wschód 102                                                                      | United Center                                                                               | Chicago                                                                                     | Jahlil Okafor, Whitney Young HS (Chicago) Justin Jackson, Homeschool Christian Youth Association (Tomball)              | 17116                                                                                       | ESPN                                  | Carter Blackburn, Jay Williams, Jalen Rose, Quint Kessenich |
| 2015 | Wschód 111, West 91                                                                         | United Center                                                                               | Chicago                                                                                     | Cheick Diallo, Our Savior New American School (Centereach)                                                              |                                                                                             | ESPN                                  | Adam Amin Jay Williams, Jalen Rose, Quint Kessenich         |
| 2016 | Zachód 114, Wschód 107                                                                      | United Center                                                                               | Chicago                                                                                     | Josh Jackson, Justin-Siena HS/Prolific Prep (Napa, Kalifornia) Frank Jackson, Lone Peak HS (Highland, Utah)             |                                                                                             | ESPN                                  | Adam Amin Jay Williams, Jalen Rose, Quint Kessenich         |
| 2017 | Zachód 109, Wschód 107                                                                      | United Center                                                                               | Chicago                                                                                     | Michael Porter Jr., Nathan Hale HS/Father Tolton HS (Columbia)                                                          |                                                                                             | ESPN                                  | Adam Amin Jay Williams, Cory Alexander, Quint Kessenich     |
| 2018 | Zachód 131, Wschód 128                                                                      | Philips Arena                                                                               | Atlanta                                                                                     | Nassir Little, Orlando Christian Prep                                                                                   |                                                                                             | ESPN2                                 | Adam Amin Jay Williams, Cory Alexander, Quint Kessenich     |

## MVP spotkań kobiet
| Rok  | Zawodnik            | Szkoła średnia                              | Wybrany College |
| ---- | ------------------- | ------------------------------------------- | --------------- |
| 2002 | Shanna Zolman       | Wawasee High School (IN)                    | Tennessee       |
| 2002 | Ann Strother        | Highlands Ranch High School (CO)            | Connecticut     |
| 2003 | Katie Gearlds       | Beech Grove High School (IN)                | Purdue          |
| 2004 | Alexis Hornbuckle   | South Charleston High School (WV)           | Tennessee       |
| 2005 | Courtney Paris      | Piedmont High School (CA)                   | Oklahoma        |
| 2006 | Jayne Appel         | Carondelet High School (CA)                 | Stanford        |
| 2007 | Jasmine Thomas      | Oakton High School (VA)                     | Duke            |
| 2008 | Nikki Speed         | Marlborough School (CA)                     | Rutgers         |
| 2008 | Brooklyn Pope       | Paul Laurence Dunbar High School (TX)       | Rutgers         |
| 2009 | Skylar Diggins      | South Bend Washington High School (IN)      | Notre Dame      |
| 2009 | Tierra Ruffin-Pratt | T.C. Williams High School (VA)              | North Carolina  |
| 2010 | Meighan Simmons     | Byron P. Steele High School (TX)            | Tennessee       |
| 2010 | Natasha Howard      | Waite High School (OH)                      | Florida State   |
| 2011 | Elizabeth Williams  | Princess Anne High School (VA)              | Duke            |
| 2012 | Alexis Prince       | Edgewater High School (FL)                  | Baylor          |
| 2013 | Mercedes Russell    | Springfield High School (OR)                | Tennessee       |
| 2014 | Brianna Turner      | Manvel High School (TX)                     | Notre Dame      |
| 2015 | Marina Mabrey       | Manasquan High School (NJ)                  | Notre Dame      |
| 2015 | Te’a Cooper         | McEachern High School (GA)                  | Tennessee       |
| 2016 | Sabrina Ionescu     | Miramonte High School (Orinda)              | Oregon          |
| 2017 | Rellah Boothe       | IMG Academy (FL)                            | Texas           |
| 2018 | Christyn Williams   | Central Arkansas Christian High School (AR) | Connecticut     |
| 2019 | Jordan Horston      | Columbus Africentric Early College (OH)     | Tennessee       |

## Zawodnicy i zawodniczki roku im. Morgana Woottena
Przed każdym spotkaniem od 1997 roku zaczęto wybierać Zawodnika Roku Szkół Średnich im. Morgana Woottena spośród uczestników  McDonald’s All-Americans, biorąc pod uwagę aktywność społeczną, wyniki w nauce oraz osiągnięcia na boisku.
Laureaci:

- 1997: Shane Battier
- 1998: Ronald Curry
- 1999: Jay Williams
- 2000: Chris Duhon
- 2001: Aaron Miles
- 2002: Torin Francis
- 2003: LeBron James
- 2004: Dwight Howard
- 2005: Josh McRoberts
- 2006: Greg Oden
- 2007: Kevin Love
- 2008: Greg Monroe
- 2009: Derrick Favors
- 2010: Harrison Barnes
- 2011: Austin Rivers
- 2012: Shabazz Muhammad
- 2013: Jabari Parker[8]
- 2014: Jahlil Okafor
- 2015: Ben Simmons
- 2016: Lonzo Ball
- 2017: Wendell Carter
- 2018: R.J. Barrett
- 2019: James Wiseman
- 2020: Evan Mobley
- 2021: Chet Holmgren

Laureatki:

- 2002: Nicole Wolff
- 2003: Ivory Latta
- 2004: Candace Parker
- 2005: Abby Waner
- 2006: Tina Charles
- 2007: Maya Moore
- 2008: Elena Delle Donne
- 2009: Kelsey Bone
- 2010: Chiney Ogwumike
- 2011: Elizabeth Williams
- 2012: Breanna Stewart
- 2013: Taya Reimer
- 2014: Ariel Atkins
- 2015: Katie Lou Samuelson
- 2016: Crystal Dangerfield
- 2017: Evina Westbrook
- 2018: Christyn Williams
- 2019: Haley Jones
- 2020: Paige Bueckers
- 2021: Azzi Fudd

## Zwycięzcy konkursów Sprite/Powerade Jam Fest
| Rok  | Konkurs wsadów       | Konkurs rzutów za 3           | Konkurs Skills          |
| ---- | -------------------- | ----------------------------- | ----------------------- |
| 1984 | Jeffrey Huffmon      |                               |                         |
| 1985 | Michael Porter       |                               |                         |
| 1987 | Jerome Harmon        |                               |                         |
| 1988 | Matt Steigenga       |                               |                         |
| 1989 | James Robinson       |                               |                         |
| 1990 | Darrin Hancock       |                               |                         |
| 1991 | Jimmy King           | Sharone Wright                |                         |
| 1992 | Carlos Strong        | Chris Collins                 |                         |
| 1993 | Jerry Stackhouse     | Chris Kingsbury               |                         |
| 1994 | Ricky Price          | Trajan Langdon                |                         |
| 1995 | Vince Carter         | Louis Bullock                 |                         |
| 1996 | Lester Earl          | Nate James                    |                         |
| 1997 | Baron Davis          | Shane Battier                 |                         |
| 1998 | Ronald Curry         | Teddy Dupay                   |                         |
| 1999 | Donnell Harvey       |                               |                         |
| 2000 | DeShawn Stevenson    | Chris Duhon                   |                         |
| 2001 | David Lee            |                               |                         |
| 2002 | Carmelo Anthony      | J.J. Redick                   |                         |
| 2003 | LeBron James         | Mike Jones                    |                         |
| 2004 | Candace Parker*      |                               |                         |
| 2005 | Gerald Green         | Mario Chalmers                | Richard Hendrix         |
| 2006 | Gerald Henderson Jr. | Wayne Ellington               | James Keefe             |
| 2007 | Blake Griffin        | Chris Wright                  | Nolan Smith             |
| 2008 | DeMar DeRozan        | Larry Drew II                 | Jrue Holiday            |
| 2009 | Avery Bradley        | Ryan Kelly                    | Dante Taylor            |
| 2010 | Josh Selby           | Cory Joseph                   | Keith Appling           |
| 2011 | Le'Bryan Nash        | Kyle Wiltjer                  | Michael Carter-Williams |
| 2012 | Shabazz Muhammad     | Rasheed Sulaimon              | Tyler Lewis             |
| 2013 | Chris Walker         | Nigel Williams-Goss           | Demetrius Jackson       |
| 2014 | Grayson Allen        | James Blackmon Jr.            | Tyus Jones              |
| 2015 | Dwayne Bacon         | Luke Kennard                  | Jalen Brunson           |
| 2016 | Frank Jackson        | Malik Monk                    | Jayson Tatum            |
| 2017 | Collin Sexton        | Trae Young                    | Quade Green             |
| 2018 | Zion Williamson      | Immanuel Quickley Cam Reddish |                         |

(*) – Candace Parker jest jedyna w historii kobietą, która wygrała konkurs wsadów

## Miasta gospodarzy
| Rok  | Miasto                     | Hala                              |
| ---- | -------------------------- | --------------------------------- |
| 1978 | Philadelphia, Pennsylvania | Spectrum                          |
| 1979 | Charlotte                  | Charlotte Coliseum                |
| 1980 | Oakland                    | Oakland Coliseum Arena            |
| 1981 | Wichita                    | Levitt Arena                      |
| 1982 | Rosemont                   | Rosemont Horizon                  |
| 1983 | Atlanta, Georgia           | Omni Coliseum                     |
| 1984 | Inglewood                  | Kia Forum                         |
| 1985 | Dallas, Texas              | Reunion Arena                     |
| 1986 | Detroit, Michigan          | Joe Louis Arena                   |
| 1987 | Philadelphia, Pennsylvania | Spectrum                          |
| 1988 | Boston                     | Boston Garden                     |
| 1989 | Kansas City                | Kemper Arena                      |
| 1990 | Indianapolis               | Market Square Arena               |
| 1991 | Landover                   | Capital Centre                    |
| 1992 | Atlanta,                   | Alexander Memorial Coliseum       |
| 1993 | Houston                    | The Summit                        |
| 1994 | Uniondale, New York        | Nassau Veterans Memorial Coliseum |
| 1995 | St. Louis, Missouri        | Kiel Center                       |
| 1996 | Pittsburgh, Pennsylvania   | Pittsburgh Civic Arena            |
| 1997 | Colorado Springs Colorado  | Clune Arena                       |
| 1998 | Norfolk, Virginia          | Norfolk Scope                     |
| 1999 | Ames                       | Hilton Coliseum                   |
| 2000 | Boston, Massachusetts      | FleetCenter                       |
| 2001 | Durham                     | Cameron Indoor Stadium            |
| 2002 | New York, New York         | Madison Square Garden             |
| 2003 | Cleveland, Ohio            | Gund Arena                        |
| 2004 | Oklahoma City, Oklahoma    | Ford Center                       |
| 2005 | South Bend                 | Joyce Center                      |
| 2006 | San Diego, California      | Cox Arena                         |
| 2007 | Louisville                 | Freedom Hall                      |
| 2008 | Milwaukee, Wisconsin       | Bradley Center                    |
| 2009 | Coral Gables               | BankUnited Center                 |
| 2010 | Columbus                   | Jerome Schottenstein Center       |
| 2011 | Chicago, Illinois          | United Center                     |
| 2012 | Chicago, Illinois          | United Center                     |
| 2013 | Chicago, Illinois          | United Center                     |
| 2014 | Chicago, Illinois          | United Center                     |
| 2015 | Chicago, Illinois          | United Center                     |
| 2016 | Chicago, Illinois          | United Center                     |
| 2017 | Chicago, Illinois          | United Center                     |
| 2018 | Atlanta, Georgia           | Philips Arena                     |